# Shojiro Sugimura
Shojiro Sugimura (Osaka, Prefectura d'Osaka, Imperi Japonès, 4 d'abril de 1905 - Bunkyō, Tòquio, 15 de gener del 1975) va ser un futbolista japonès.

## Selecció japonesa
Shojiro Sugimura va disputar un partit amb la selecció japonesa.